# Silvia Reyes
Silvia Reyes   (Las Palmas de Gran Canaria, 1949 - Barcelona, 22 de maig de 2024) va ser una activista trans canària vinculada al moviment LGBT de Barcelona i part de la històrica manifestació de l'any 1977.

## Biografia i activisme
Va rebre una beca per a estudiar Medicina quan tenia 17 anys, però no va poder començar els estudis perquè els professors li exigien que, per a assistir a la universitat, no podia depilar-se les celles, i que hi havia de vestir com a home. Aquesta situació, a més dels maltractaments físics i psicològics que patia per part de la seva família, van fer que se n'anés de casa i s'instal·lés a Barcelona, determinada a no renunciar a la seva identitat.
Va arribar a la capital catalana el 1973, quatre mesos després d'haver acabat el servei militar. Va cercar feina en hotels, atesa la seva experiència prèvia durant set anys, però Reyes, que havia començat a hormonar-se el 1974 «amb productes que comprava en una farmàcia», era sistemàticament rebutjada pel fet de tenir una aparença femenina i un nom masculí. Durant aquell primer mes va ser detinguda en tres ocasions, ja que, en aquella època (a causa de la llei sobre perillositat i rehabilitació social), per a una transsexual no era segur sortir al carrer, ni tampoc a bars d'ambient o cinemes. Quan se li van acabar les 5.000 pessetes amb què va arribar a Catalunya, es va veure empesa a exercir la prostitució.
A les darreries de 1974 va ser detinguda en una altra redada i duta a la presó Model de Barcelona per travesti; d'allà va anar a parar a la presó de Carabanchel (Madrid), i més tard en un centre de «rehabilitació social» (és a dir, de cura de l'homosexualitat) de Badajoz, durant sis mesos. Com que la llei sobre perillositat i rehabilitació social obligava al desterrament després d'haver complert condemna, quan en va sortir a finals del 1975 va haver d'anar-se de Catalunya, tot i que tornava a Barcelona un cop al mes; en una d'aquestes visites a la ciutat va poder formar part de la primera manifestació de l'orgull LGBT a l'estat espanyol el 1977. En el moment de ser exiliada va decidir que no volia tornar a exercir la prostitució, i finalment es va instal·lar a París, on va trobar feina actuant en una sala de festes que li va permetre dedicar-se al món de l'espectacle i que, durant deu anys, la va portar a viure a diferents punts de França, Bèlgica i Suïssa. Va deixar de treballar el 2003 i va tornar a Barcelona, on es va instal·lar de manera definitiva.
En total va ser detinguda més de 50 vegades al llarg de dues dècades, per la manera de vestir, de comportar-se o de caminar, primer a causa de la llei de perillositat social i després per la llei d'escàndol públic, que va romandre vigent fins a 1988. A les presons, centres de detenció i de rehabilitació social va patir vexacions i maltractaments; aquestes repressions, sumades a l'exili obligat que va haver de patir, va fer que se sumés a la petició al govern espanyol d'un desgreuge per danys ocasionats pel franquisme. De les indemnitzacions econòmiques que els homosexuals i les transsexuals empresonats pel règim van reclamar, i que no van començar a ser pagades fins al 2009, na Reyes va rebre 7.500 euros.

## Reconeixement
L'any 2017 va participar en el documental Crits de llibertat, junt amb d'altres activistes LGBT de l'àmbit català com Jordi Griset, Maria Giralt, Paulina Blanco, Armand de Fluvià i Nazario. El seu testimoni apareix en el llibre del periodista extremeny Raúl Solís La doble transición (2019), juntament amb el d'altres dones transexuals que van alçar la seva veu davant la repressió que va tenir lloc durant el franquisme i començaments de la democràcia. En una entrevista de 2019, arran de la presentació del llibre a la seu del Museo Extremeño e Iberoamericano de Arte Contemporáneo (MEIAC), antiga presó d'homosexuals de Badajoz, va afirmar que «el preu de viure en llibertat ha estat alt, primer amb la presó i més tard amb l'exili. Però va valer la pena.» Solís, al seu torn, va destacar que el fet de tornar a l'antiga presó al costat de Reyes tenia «un alt contingut de justícia poètica».